# 射洪市
射洪市是位於四川省中部的县级市，四川省直辖，遂寧市代管。

## 地理位置
射洪市地处四川盆地中部，在涪江中游，位于遂宁市北部。射洪市东边接壤南充市西充县、遂宁市蓬溪县，西边、北边接壤绵阳市三台县和盐亭县，南边接壤遂宁市大英县，位于成渝经济区北弧中心。
射洪市面积1497平方公里，人口97.24万（户籍人口，2017年），地形以丘陵为主，人多耕地少，境内西北高，东南低，最高点为金华镇天宝寨，海拔674.4米。射洪市是唐代圣僧目连故里和目连孝道文化的发源地，是沱牌曲酒、四川美丰、四川华纺银华集团公司、天齐锂业等上市公司的总部所在地，经济总量及贡献约占遂宁市的40%，为西部地区经济强县级市，距成都（成南高速）两个半小时，距重庆两至三个小时，距遂宁50分钟，距绵阳一个小时。

## 历史
射洪县原名射江县，在西魏恭帝（554—556）从北伍城县分离建置，隶属昌城郡。北周时期，射江县改名为射洪县。
唐武德元年（618年），射洪县隶属梓州。
宋太祖乾德三年（965年），射洪县隶属梓州梓潼郡。
元世祖至元二十年（1283年），通泉县并入射洪县，射洪县隶属潼川府（洪武九年（1376年）潼川府改为潼川州）。
明朝洪武十年（1377年），射洪县并入盐亭县。明洪武十三年（1380年）十一月，又恢复射洪县建置。
清朝时，射洪县隶属四川省潼川府。
民国2年（1913年），射洪县属四川省川北道（民国3年（1914年）川北道改名嘉陵道）。
民国17年（1928年），射洪县直属于四川省。民国24年（1935年），射洪县隶属四川省第十二行政督察区。
1949年12月9日，射洪县解放后隶属川北行政区遂宁分区。
1952年9月，射洪县隶属四川省遂宁专区。1958年10月，遂宁专区撤销，射洪县划归绵阳专区（1968年9月，绵阳专区改为绵阳地区）。
1985年2月，绵阳地区撤销，射洪县隶属遂宁市。
2019年8月16日，经报国务院批准，同意撤销射洪县，设立县级射洪市，以原射洪县的行政区域为射洪市的行政区域，射洪市人民政府驻子昂街道人民街106号，由四川省直辖，遂宁市代管。

## 人口
根据第七次全国人口普查结果，2020年11月1日零时：全市常住人口为732380人。

## 教育
射洪市有一所国家级示范中学射洪中学，另有三所省级示范中学柳树中学、太和中学、金华中学。并且还有一所私立教育学校：绿然学校。

## 行政区划
射洪市下辖23个乡镇街道，其中21个镇、2个街道，共有446个行政村，69个社区：
太和街道、平安街道、武安镇、大榆镇、广兴镇、金华镇、沱牌镇、太乙镇、金家镇、复兴镇、天仙镇、仁和镇、青岗镇、洋溪镇、香山镇、明星镇、涪西镇、潼射镇、曹碑镇、官升镇、文升镇、东岳镇和瞿河镇。